# 백호은침

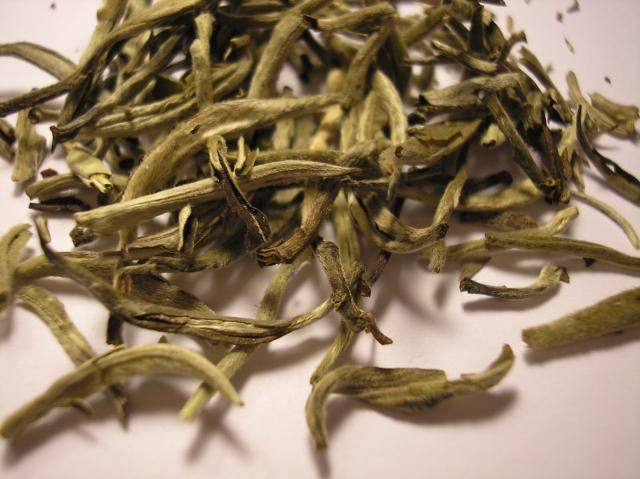
정화현 백호은침

백호은침(중국어 간체자: 白毫银针, 정체자: 白毫銀針, 병음: báiháo yínzhēn 바이하오인전[*])은 중국 푸젠성 북동부의 푸딩 시, 정허 현에서 생산되는 백차의 대표적인 차이다. 철관음과 함께 푸젠 성의 대표적인 차이다. 생김새가 그 이름처럼 하얀 솜털(白毫)이 송송하여, 은빛 바늘과 같이 뾰족하다고 해서 붙은 이름이다.
운남에서 온 대백(大白) 차나무에서 윗부분의 싹만으로 생산하기 때문에 백차 중에서도 가장 비싸고, 가장 값지다. 특별한 가공 과정없이 약간의 발효만 시켜서, 건조를 한다. 그래서 오래 보관하여도 향과 맛의 변화가 적다.

## 같이 보기
- 중국 10대 명차
- 철관음